# Gerasdorf am Steinfelde und Emerberg
Die Herrschaft Gerasdorf am Steinfelde und Emerberg war eine Grundherrschaft im Viertel unter dem Wienerwald im Erzherzogtum Österreich unter der Enns, dem heutigen Niederösterreich.

## Ausdehnung

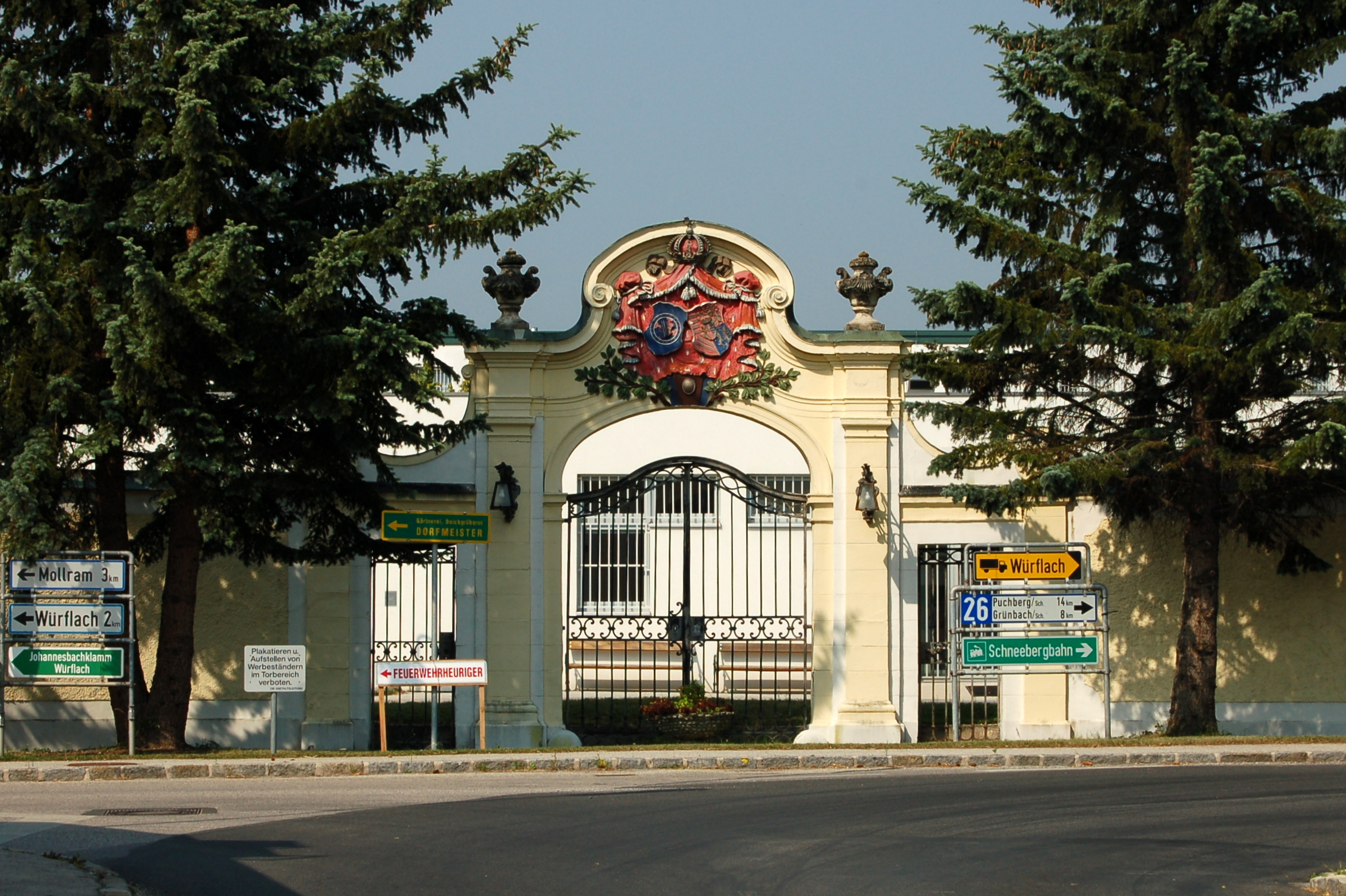
Letzter Rest vom Verwaltungssitz Schloss Gerasdorf

Die Herrschaft, die sich aus den Herrschaften Gerasdorf am Steinfelde und Emerberg zusammensetzte, umfasste zuletzt die Ortsobrigkeit über Gerasdorf am Steinfelde, Molram, Ober-Peisching und Unter-Peisching, Emerberg, Winzendorf, Raglitz und Neusiedl am Schneeberg. Der Sitz der Verwaltung befand sich im ehemaligen Schloss Gerasdorf, heute die Justizanstalt Gerasdorf.

## Geschichte
Letzter Inhaber der teils als Allod und teils als landesfürstliches Lehen gehaltenen Herrschaft war Erzherzog Rainer, bis diese als Folge der Reformen 1848/1849 aufgelöst wurde.